# Йосиповка (Новоукраинский район)
Йосипо́вка (укр. Йосипівка) — село в Новомиргородской городской общине Новоукраинского района Кировоградской области Украины.
Население по переписи 2001 года составляло 547 человек. Почтовый индекс — 26030. Телефонный код — 5256. Код КОАТУУ — 3523882501.

## История
В 1945 г. Указом ПВС УССР село Юзефовка переименовано в Йосиповка.
До 2020 года село входило в Новомиргородский район